# District de Kirov
Le district de Kirov ou raïon Kirovski (en russe : Kirovski raïon) est l'un des 18 raïons administratifs de Saint-Pétersbourg.